# Guy Gilpatric
John Guy Gilpatric (* 21. Januar 1896 in New York City, New York; † 6. Juli 1950 in Santa Barbara, Kalifornien) war ein US-amerikanischer Drehbuchautor, der einmal für den Oscar für die beste Originalgeschichte nominiert war.

## Leben
Gilpatric trat nach dem Eintritt der USA in den Ersten Weltkrieg in die American Expeditionary Force (AEF) ein und wurde zuletzt zum Hauptmann befördert. Er arbeitete nach Kriegsende zunächst in der Werbewirtschaft und betrieb später eine Flugschule in Los Angeles, ehe er in den 1920er und 1930er Jahren an der Côte d’Azur lebte. Nach Ausbruch des Zweiten Weltkrieges kehrte er in die USA zurück.
Für die auf seiner Erzählung Heroes Without Uniform  basierenden Vorlage zu dem von Lloyd Bacon inszenierten Kriegsfilm Einsatz im Nordatlantik (Action in the North Atlantic, 1943) mit Raymond Massey, Humphrey Bogart und Alan Hale Sr. wurde Gilpatric bei der Oscarverleihung 1944 für den Oscar für die beste Originalgeschichte nominiert.
Als er und seine Ehefrau, mit der er 25 Jahre verheiratet war, erfuhren, dass diese an einem Hirntumor litt, erschoss er zunächst seine Ehefrau und dann sich selbst.
Er wurde besonders posthum durch seine Glencannon-Kurzgeschichten bekannt, die bei der Wochenzeitung The Saturday Evening Post erschienen und die 1959 mit Thomas Mitchell als „Captain Colin Glencannon“ und Patrick Allen in der Rolle seines Partners „Bos’n Hughes“ als 39-teilige Comedy-Fernsehserie ausgestrahlt wurde.